# 시드릴
시드릴은 전 세계 석유·가스 산업계에 해상 시추를 주로 진행하는 유전개발업체이다. 주로 계약 기반의 서비스를 제공하며, 대형 석유 회사, 종합 석유 및 가스 회사, 국유 국립 석유 회사, 독립적인 석유 및 가스 회사에 서비스를 제공한다.
시드릴은 2005년 5월 10일 노르웨이 태생의 키프로스 출신 유조선·해운업계 억만장자 사업가로 영국 런던에 거주하고 있는 존 프레드릭슨이 설립하였다.